# 8574 Makotoirie
8574 Makotoirie è un asteroide della fascia principale. Scoperto nel 1996, presenta un'orbita caratterizzata da un semiasse maggiore pari a 2,1446531 UA e da un'eccentricità di 0,1821732, inclinata di 1,23602° rispetto all'eclittica.